# Creació de matèria

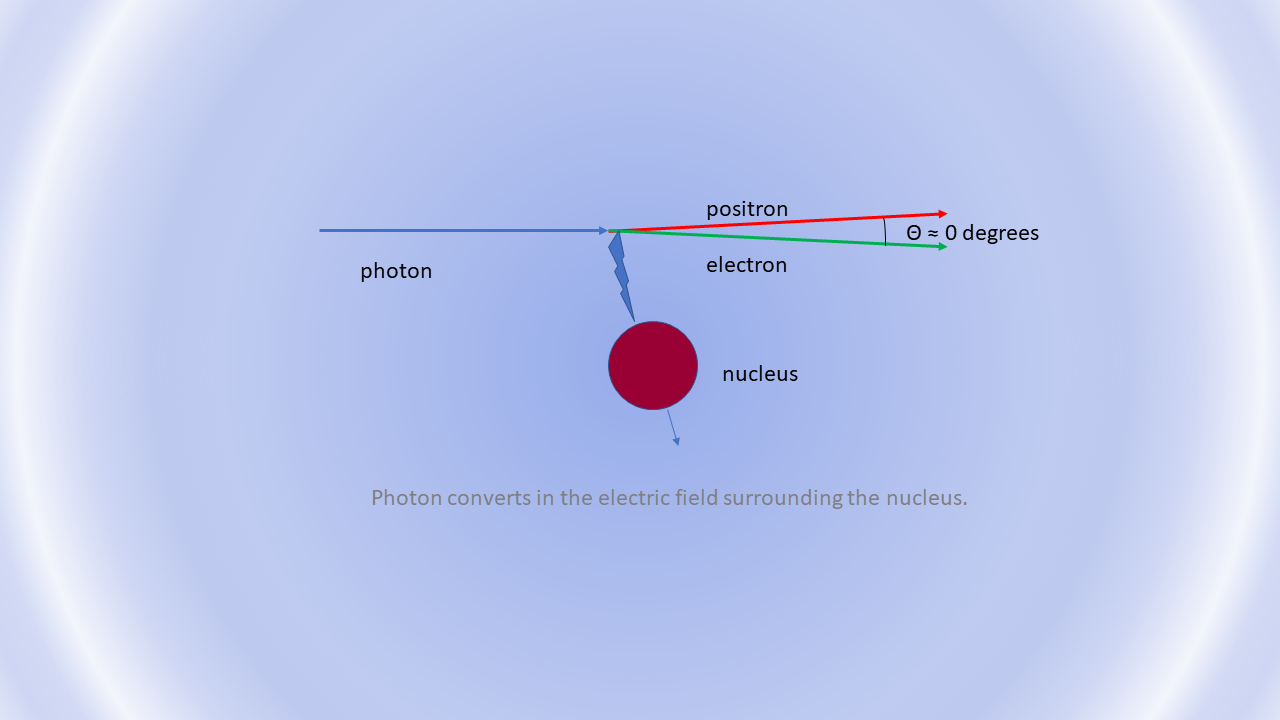
Un fotó es converteix en un parell d'electrons de positrons en el camp elèctric que envolta un nucli, que rep un petit cop.

Fins i tot restringint la discussió a la física, els científics no tenen una definició única del que és la matèria. En la física de partícules coneguda actualment, resumida pel model estàndard de partícules elementals i interaccions, és possible distingir en un sentit absolut partícules de matèria i partícules d'antimatèria. Això és especialment fàcil per a aquelles partícules que porten càrrega elèctrica, com electrons, protons o quarks, mentre que la distinció és més subtil en el cas dels neutrins, partícules elementals fonamentals que no porten càrrega elèctrica. En el model estàndard, no és possible crear una quantitat neta de partícules de matèria, o més precisament, no és possible canviar el nombre net de leptons o de quarks en cap reacció pertorbativa entre partícules. Aquesta observació és coherent amb totes les observacions existents.
Tanmateix, processos similars no es consideren impossibles i s'esperen en altres models de partícules elementals, que amplien el model estàndard. Són necessaris en teories especulatives que pretenen explicar l'excés còsmic de matèria sobre antimatèria, com la leptogènesi i la bariogènesi. Fins i tot es podrien manifestar al laboratori com a desintegració de protons o com a creacions d'electrons en l'anomenada desintegració doble beta sense neutrins. Aquest darrer cas es dona si els neutrins són partícules de Majorana, essent alhora matèria i antimatèria, segons la definició donada just a dalt.
En un sentit més ampli, es pot utilitzar la paraula matèria simplement per referir-se als fermions. En aquest sentit, s'identifiquen prèviament la matèria i les partícules d'antimatèria (com un electró i un positró ). El procés invers a l'aniquilació de partícules es pot anomenar creació de matèria ; més precisament, estem considerant aquí el procés obtingut sota la inversió temporal del procés d'aniquilació. Aquest procés també es coneix com a producció de parells, i es pot descriure com la conversió de partícules de llum (és a dir, fotons) en una o més partícules massives. El cas més comú i més estudiat és aquell en què dos fotons es converteixen en un parell electró - positró.

## Creació de parells de fotons
A causa de les lleis de conservació del moment, no es pot produir la creació d'un parell de fermions (partícules de matèria) a partir d'un sol fotó. Tanmateix, aquestes lleis permeten la creació de matèria quan hi ha una altra partícula (un altre bosó, o fins i tot un fermió) que pot compartir l'impuls del fotó primari. Així, la matèria es pot crear a partir de dos fotons.
La llei de conservació de l'energia estableix una energia fotònica mínima necessària per a la creació d'un parell de fermions: aquesta energia llindar ha de ser superior a l'energia total en repòs dels fermions creats. Per crear un parell electró-positró, l'energia total dels fotons, en el marc de repòs, ha de ser almenys 2 m e c 2 = 2 × 0,511 MeV = 1,022 MeV ( m e és la massa d'un electró i c és la velocitat de la llum en el buit), un valor energètic que correspon als fotons de raigs gamma tous. La creació d'una parella molt més massiva, com un protó i un antiprotó, requereix fotons amb una energia de més d' 1,88 GeV (fotons de raigs gamma durs).
Els primers càlculs publicats de la taxa de producció de parells e + –e – en col·lisions fotons-fotons van ser fets per Lev Landau el 1934. Es va predir que el procés de creació de parells e + –e – (mitjançant col·lisions de fotons) domina en la col·lisió de partícules carregades ultrarelativistes, perquè aquests fotons s'irradien en cons estrets al llarg de la direcció del moviment de la partícula original, augmentant molt. flux de fotons.
En els col·lisionadors de partícules d'alta energia, els esdeveniments de creació de matèria han donat lloc a una gran varietat de partícules pesades exòtiques que precipiten fora dels jets de fotons en col·lisió (vegeu la física de dos fotons). Actualment, la física de dos fotons estudia la creació de diversos parells de fermions tant teòricament com experimentalment (utilitzant acceleradors de partícules, pluges d'aire, isòtops radioactius, etc.).
És possible crear totes les partícules fonamentals en el model estàndard, inclosos els quarks, leptons i bosons, utilitzant fotons d'energies variables per sobre d'algun llindar mínim, ja sigui directament (per producció de parells), o per desintegració de la partícula intermèdia (com ara un W - bosó que es desintegra per formar un electró i un electró-antineutri).
Com es mostra més amunt, per produir matèria bariònica ordinària a partir d'un gas de fotó, aquest gas no només ha de tenir una densitat de fotons molt alta, sinó que també ha d'estar molt calent: l'energia (temperatura) dels fotons ha de superar, òbviament, l'energia de massa en repòs de la donada. parell de partícules de matèria. La temperatura llindar per a la producció d'electrons és d'uns 10 10 K, 10 13 K per a protons i neutrons, etc. Segons la teoria del big-bang, a l'univers primerenc, els fotons sense massa i els fermions massius es convertirien lliurement entre si. A mesura que el gas fotòn es va expandir i es refreda, alguns fermions quedarien (en quantitats extremadament petites ~10 -10 ) perquè els fotons de baixa energia ja no els podrien separar. Aquests fermions sobrants s'haurien convertit en la matèria que veiem avui a l'univers que ens envolta.